# Haworthia grenieri
Haworthia grenieri és una espècie vegetal del gènere Haworthia de la subfamília de les asfodelòidies (Asphodeloideae).

## Descripció
Haworthia grenieri és una petita suculenta que forma roseta solitària d'1 a 2 cm de diàmetre (en cultiu fins a 4 cm). Té nombroses fulles per roseta de 40 a 52 (mitjana), fins a 15 mm de llargada i 2-3 mm d'amplada, amb una aresta corba cap endins a les puntes. Generalment, les fulles tenen tres angles, però sovint hi ha una doble cresta al llarg d'un costat que dona com a resultat un quart angle. La carena central (quilla) a la part posterior de la fulla només s'estén per la meitat de la longitud de la fulla (uns 7 mm). Tots els angles de les fulles tenen una densa filera de dents fines. Les fulles són de color verd fosc amb un patró subtil, més fosc i tessel·lat que recorda una mica a Haworthia marmorata. La inflorescència és un petit raïm i solitari de fins a 10-15 cm de longitud, inclòs el peduncle, d'uns 1 mm de diàmetre, amb només 2 a 4 flors. Té entre 1 a 2 inflorescències per roseta. Les flors presenten una estreta semblança amb les de Haworthia monticola i Haworthia zantneriana (comparteixen també el mateix període de floració de febrer-març), també amb Haworthia marmorata (floració de novembre a desembre) i Haworthia chibita n.n. (floració desembre-gener).

## Distribució
Haworthia grenieri és originària de la província sud-africana del Cap Occidental, concretament a la granja Drielingskloof, a l'est de Rooinek Pass; a sud-est de Laingsburg.

## Taxonomia
Haworthia grenieri va ser descrita per Breuer i publicat a Alsterworthia Int. 17(3): 14, a l'any 2017.
Etimologia
Haworthia: nom en honor del botànic britànic Adrian Hardy Haworth (1767-1833).
grenieri: epítet en honor de Florent Grenier, descobridor d'aquesta espècie.